# Toldi
De Toldi was een Hongaarse lichte tank gebruikt in de Tweede Wereldoorlog. De tank is vernoemd naar de veertiende-eeuwse Hongaarse ridder Miklós Toldi.

## Productie
De 38M Toldi was gebaseerd op de Zweedse Landsverk L-60B tank en werd van 1939 tot 1942 onder licentie van het Zweedse bedrijf AB Landsverk in Hongarije geproduceerd en verder ontwikkeld. In totaal werden 202 stuks geproduceerd.

### Varianten
- Toldi I (k.hk. A20) – oorspronkelijke uitvoering, bewapend met een 20mm Solothurn S18-100 antitankgeweer, tachtig geproduceerd.
- Toldi II (k.hk. B20) – variant met een dikker frontpantser, honderdtien geproduceerd
- Toldi IIa (k.hk. B40) – modificatie ontwikkeld in 1942, bewapend met een 40 mm kanon - tachtig tanks van de eerdere varianten werden omgebouwd.
- Toldi III (k.hk. C40) - verbeterde variant, slechts twaalf geproduceerd.
- Luftvärnskanonvagn L-62 Anti II - Zweedse anti-lucht kanon variant, die later in Hongarije werd gebouwd met enkele aanpassingen, onder de naam 36M Nimród, later 40M.

Negen verouderde tanks werden omgebouwd tot ambulance, terwijl bij ten minste een tank de toren werd vervangen door een 75mm antitankgeschut.

## Inzet
Toldi tanks werden in 1940 in dienst genomen door het Hongaarse leger. Ze werden voor het eerst ingezet samen met Duitse troepen tegen het Joegoslavische leger in 1941. De tanks werden het meest ingezet tegen de Sovjet-Unie tussen 1941 en 1944. Door het lichte pantser en bewapening en de goede radio’s, werden ze vaak gebruikt voor verkenningsmissies.